# Radioåret 1962

## Händelser

### Mars
- 6 mars - Skånes Radio Mercur byter namn till Radio Syd

### Maj
- 28 maj - Sveriges riksdag antar en lag mot piratradiosändningar.[1]

### Juni
- 30 juni - Radio Nord upphör med sin verksamhet efter Sveriges riksdags införande av den nya lagen mot piratradio.[2]

### Juli
- 31 juli - Den danska piratradiostationen Radio Mercur upphör med sina sändningar.

### Okänt datum
- Regionala informationsprogrammet Unterwegs in Hessen debuterar i Västtyskland.

## Radioprogram

### Sveriges Radio
- 10 juni - Premiär för Kvällstoppen.
- 13 oktober - Premiär för Svensktoppen i Sveriges Radio.
- 1 december - Årets julkalender är Tomtefamiljen i Storskogen.[3]

## Födda
- 8 maj – Agneta Furvik, svensk radioprogramledare.
- 29 maj – Bengt Höglind, svensk radioprogramledare.
- 19 september – Per Dahlberg, svensk radio- och TV-programledare.
- 12 oktober – Chris Botti, amerikansk musiker och radioprogramledare.

### Fotnoter
1. ↑  Faktakalendern 2000 – 1962 (Sverige), 1999
2. ↑  20:e århundrades När Var Hur - 1962, Bernt Himmelstedt, Forum, 1999
3. ↑  ”1962, Tomtefamiljen i Storskogen”. Sveriges Radio. http://sverigesradio.se/barn/julkalendrar/1962.stm. Läst 31 augusti 2015.